# Alex Newell
Alex Eugene Newell (Lynn, 20 agosto 1992) è un attore e cantante statunitense, noto per aver interpretato il ruolo di Wade "Unique" Adams nella serie televisiva Glee ed aver partecipato alla prima stagione del The Glee Project.

## Biografia
Alex Newell nacque il 20 agosto 1992 a Lynn, Massachusetts.  Suo padre morì per un cancro quando Alex aveva 6 anni. Nel 2012 si è diplomato alla Bishop Fenwick High School, dove prese parte al coro della scuola, al gruppo di improvvisazione teatrale e al gruppo dei costumi; ha anche fatto parte del coro della sua chiesa.

## Carriera
Tramite YouTube, mentre frequentava il liceo, venne selezionato per partecipare al reality show televisivo, The Glee Project. Fu scelto per un ruolo nel corso delle sette puntate della serie tv Glee.  Apparve in ogni episodio, compreso quello finale, e anche se non è stato nominato un vincitore, era uno dei favoriti insieme a Lindsay Pearce.
Per la sua partecipazione al Glee Project, Newell fu scritturato nel cast nel ruolo di Wade "Unique" Adams, una teenager transgender che esprime attraverso la musica la sua femminilità. La sua prima apparizione in Glee avvenne durante la terza stagione nell'episodio chiamato, Saturday Night Glee-ver. Nel suo Night-show, Bill O'Reilly espresse dure critiche, dato che molti bambini, vedendo la serie privi della presenza dei genitori, vengono inconsciamente incoraggiati a sperimentare nuovi stili di vita, stili di vita che lo show mostra solo nei lati positivi. Newell come "Unique", torna nel cast della quarta stagione, nella première, The New Rachel. Insieme al cast, nel 2012, ha ricevuto un nomination al premio "Screen Actors Guild Award for Outstanding Performance by an Ensemble in a Comedy Series", ma perse contro Modern Family.
Nel 2017 ha esordito a Broadway nel musical Once on This Island. Nel 2023 è tornato a Broadway con il musical Shuked, che gli è valso il Tony Award al miglior attore non protagonista in un musical.

## Vita privata
Newell è gay e di genere non binario.

## Filmografia

### Cinema
- Geography Club, regia di Gary Entin (2013)
- Un altro piccolo favore (Another Simple Favor), regia di Paul Feig (2025)

### Televisione
- The Glee Project – programma televisivo (2011) – concorrente
- Glee – serie TV, 36 episodi (2012-2015)
- Empire – serie TV, episodio 5x13 (2019)
- Lo straordinario mondo di Zoey (Zoey's Extraordinary Playlist) – serie TV, 25 episodi (2020-2021)

## Teatro
- Once on This Island – nel ruolo di Asaka (2017-2018)
- Shucked – nel ruolo di Lulu (2022-2023)
- Midnight in the Garden of Good and Evil – nel ruolo di The Lady Chablis (2024)
- Pippin – nel ruolo del Leading Player (2024)

## Doppiatori italiani
- Gabriele Patriarca in Glee, Lo straordinario mondo di Zoey, Un altro piccolo favore

## Discografia

### EP
- 2016 - Power

### Singoli
- 2014 - Nobody to Love
- 2014 - Power
- 2015 - Show Me Love (con Matvey Emerson)
- 2015 - Adeste fideles
- 2016 - This Ain't Over
- 2016 - Basically Over You (B.O.Y)
- 2016 - Kill the Lights (con DJ Kassidy e Jess Glynne feat. Nile Rogers)
- 2016 - Need Somebody
- 2016 - Keep It Moving
- 2016 - O Come All Ye Faithful (Volac Remix)
- 2019 - As I Am (con Bryan Adams feat. Matt Kelly)
- 2020 - Boy, You Can Keep It
- 2020 - Mama Told Me
- 2022 – Attitude
- 2023 – Independently Owned
- 2024 – Keep Marching (con Shaina Taub)
- 2025 – Clean Slate (con Pierre Charles)

### Come featuring
- 2015 - Stronger (Clean Bandit feat. Alex Newell e Sean Bass)
- 2015 - All Cried Out (Blonde feat Alex Newell)
- 2015 - Collect My Love (The Knocks feat. Alex Newell)
- 2016 - Hands (con vari artisti)
- 2019 - Rescue Me (DJ D-Sol feat. Alec Newell)